# Broken
| Оценки критиков      | Оценки критиков |
| Источник             | Оценка          |
| -------------------- | --------------- |
| Allmusic             | [ 3 ]           |
| The Baltimore Sun    | (благоприятный) |
| Роберт Кристгау      | [ 5 ]           |
| CMJ                  | (благоприятный) |
| Entertainment Weekly | B               |
| Los Angeles Times    | [ 8 ]           |
| NME                  | [ 9 ]           |
| Q                    | [ 10 ]          |
| Rolling Stone        | [ 11 ] [ 12 ]   |
| Washington Post      | (благоприятный) |

Broken (с англ. — «Сломленный») — первый мини-альбом американской рок-группы Nine Inch Nails, их пятый официальный релиз по нумерации Halo. Впервые выпущен в сентябре 1992 года лейблом Nothing Records; основными ответственными за запись были фронтмен группы Трент Резнор и сопродюсер Флад. Broken — первый крупный релиз NIN, состоявший из нового материала, характерный резким утяжелением звучания, отходящего от синтипоп-ориентированного дебютного альбома NIN — Pretty Hate Machine 1989 года.
Видеоклипы, снятые на песни с Broken, подверглись цензуре при показе на телевидении из-за их содержания. Тем не менее, песни «Wish» и «Happiness in Slavery» — в 1993 и 1996 годах соответственно — получили премию «Грэмми» в категории «Лучшее метал-исполнение». Получив преимущественно положительные оценки профильной прессы, Broken достиг седьмой позиции в хит-параде Billboard 200; сопутствующий ремиксовый мини-альбом Fixed был издан в декабре 1992 года.

## Запись
После признания критиков и коммерческого успеха Pretty Hate Machine, TVT начал оказывать давление на Трента Резнора, чтобы тот записал альбом с аналогичным хитовым потенциалом и наличием хит-синглов. Стив Готлиб — генеральный директор лейбла — настаивал на том, что он не будет ничего выпускать, кроме альбома, подобного Pretty Hate Machine. Это привело к тому, что Резнор потребовал расторгнуть его контракт, поскольку он считал, что вмешательство лейбла препятствует его самостоятельности и целостности собственных амбиций в плане создании музыки; лейбл ответил отказом. Этот спор между руководством лейбла и Резнором заставил последнего исчезнуть в течение нескольких лет, во время которых он на самом деле записывал свой новый мини-альбом, который он планировал сделать гораздо тяжелее, как предвестник его будущего альбома The Downward Spiral. В течение этого времени Резнор использовал различные псевдонимы, чтобы оставаться в тени от вмешательства лейбла. Позднее Резнор говорил, что ненавидел TVT в частности за позиционирование им NIN как синтипоп-группы. В скором времени он заключил контракт с лейблом Interscope Records.

Мы чётко дали знать, что не собираемся записывать новый альбом с TVT. Но там не менее чётко дали знать, что не готовы нас отпускать. Поэтому я думал: «Что ж, это случилось и я должен через это пройти, хотя это означает конец всему». Фладу и мне пришлось записывать Broken под именем другой группы, поскольку если бы TVT узнали, что мы что-то записываем, они бы конфисковали весь наш материал и выпустили его. Тогда мы связались с Джимми Айовайном — он работал на Interscope, и то, что творилось вокруг нас, было похоже на работорговлю. Это была не моя вина. Я ничего не знал об Interscope. И поначалу я очень злился на него, поскольку мне казалось, что одна неприятная ситуация сменяется другой, возможно, также неприятной. Но Interscope повели себя так, словно им действительно интересно то, что я хочу делать. Это было прекрасно после всех моих безумных поступков.
Оригинальный текст (англ.)We made it very clear we were not doing another record for TVT. But they made it pretty clear they weren't ready to sell. So I felt like, well, I've finally got this thing going but it's dead. Flood and I had to record Broken under a different band name, because if TVT found out we were recording, they could confiscate all our shit and release it. Jimmy Iovine got involved with Interscope, and we kind of got slave-traded. It wasn't my doing. I didn't know anything about Interscope. And I was real pissed off at him at first because it was going from one bad situation to potentially another one. But Interscope went into it like they really wanted to know what I wanted. It was good, after I put my raving lunatic act on.

## Релиз
В первые дни своего выхода Broken хорошо продавался. Первый сингл «Happiness in Slavery» не удостоился широкой ротации на музыкальных каналах, а из-за визуального содержания клипа, в котором герой Боба Фланагана получает удовольствие от пыток, MTV вовсе запретило видео к показу, что затормозило рост сингла в чартах. Однако сингл «Wish» становится намного более успешным из-за агрессивного исполнения песни в клипе. «Wish» принёс Тренту первую премию Грэмми в номинации «Лучшее метал-исполнение».

## The Broken Movie
Питер Кристоферсон снял так называемый The Broken Movie — короткометражный фильм, состоящий из пяти клипов на песни «Pinion», «Wish», «Help Me I Am in Hell», «Happiness in Slavery» и «Gave Up». Между клипами были вставлены короткие сцены издевательств и насилия убийцы-садиста над его жертвой. Из-за жестокости фильма The Broken Movie никогда официально не выпускался. Но кассеты с фильмом циркулировали в видеотеках на протяжении с 1993 года и были широко распространены в пиринговых сетях. 30 декабря 2006 на торрент-трекере The Pirate Bay появляется фильм в DVD-качестве. Из-за записи, сделанной Резнором в своём блоге от 21 декабря 2006 года, существует широко распространённое мнение, что Резнор и есть источник этой утечки.

## Список композиций
Слова и музыка всех песен — написаны Трентом Резнором, если не указано иное.
| №   | Название                                                | Длительность |
| --- | ------------------------------------------------------- | ------------ |
| 1.  | «Pinion»                                                | 1:02         |
| 2.  | «Wish»                                                  | 3:46         |
| 3.  | «Last»                                                  | 4:44         |
| 4.  | «Help Me I Am in Hell»                                  | 1:56         |
| 5.  | «Happiness in Slavery»                                  | 5:21         |
| 6.  | «Gave Up»                                               | 4:08         |
| 98. | «Physical» (Адам Ант)                                   | 5:29         |
| 99. | «Suck» (Резнор, Мартин Аткинс, Пол Баркер, Билл Рифлин) | 5:07         |

- Треки 7–99 не указаны на упаковке диска. Треки 7–97 содержат по одной секунде тишины (в европейском издании — по три)

## Участники записи
- Трент Резнор – вокал, гитара, клавишные, продюсирование
- Flood – продюсирование
- Мартин Аткинс – ударные в «Wish»
- Крис Вренна – ударные в «Gave Up»
- Том Бэйкер – мастеринг

## Позиции в чартах и награды
| Год  | Чарт              | Высшая позиция |
| ---- | ----------------- | -------------- |
| 1992 | Великобритания    | 18             |
| 1992 | The Billboard 200 | 7              |
| 1993 | Новая Зеландия    | 46             |

| Год  | Песня                  | US Alt. |
| ---- | ---------------------- | ------- |
| 1992 | «Happiness in Slavery» | 13      |
| 1993 | «Wish»                 | 25      |

| Страна | Сертификация |
| ------ | ------------ |
| Канада | Платиновая   |
| США    | Платиновая   |

| Год  | Номинируемая работа                                                        | Категория                             | Результат |
| ---- | -------------------------------------------------------------------------- | ------------------------------------- | --------- |
| 1993 | «Wish»                                                                     | Лучшее выступление в стиле хэви-метал | Победа    |
| 1996 | «Happiness in Slavery» (Концертное выступление на фестивале Woodstock '94) | Лучшее выступление в стиле хэви-метал | Победа    |